# Neolamarckia
Neolamarckia Bosser è un genere di piante della famiglia delle Rubiaceae.

## Tassonomia
Comprende due specie:
- Neolamarckia cadamba (Roxb.) Bosser
- Neolamarckia macrophylla (Roxb.) Bosser